# Elecciones generales de Turquía de 1995
La decimotercera elección general de Turquía se celebró el domingo 24 de diciembre de 1995, desencadenada por la retirada recientemente restablecida del Partido Republicano del Pueblo (CHP) de una coalición con el Partido del Verdadero Camino (DYP). La coalición había estado en el gobierno durante cuatro años, después de haber sido formada por el Partido Socialdemócrata Populista, el predecesor de la CHP.
Esta votación fue la primera en que se eligieron 550 diputados al parlamento, siendo este el mayor tamaño del órgano hasta aquel momento. El religioso Partido de Bienestar (RP) logró una victoria sin precedentes, pero no una mayoría general. El Partido de la Izquierda Democrática (DSP) también obtuvo ganancias significativas a expensas del CHP, que apenas cruzó la barrera electoral. La elección también constituyó la primera vez en que un partido abiertamente kurdo, el Partido de la Democracia Popular, participó de unos comicios. Fue el partido líder en varias provincias, pero no recibió diputados debido a que no alcanzó el umbral electoral del 10%.

## Resultados
|  | 21.38 % |

|  | 19.18 % |

|  | 19.65 % |

|  | 14.64 % |

|  | 10.71 % |

|  | 8.18 % |

|  | 4.17 % |

|  | 2.09 % |

|  | 96.65 % |

|  | 3.35 % |

|  | 100.00 % |

|  | 85.24 % |